# Germanwatch
Germanwatch e. V. ist ein 1991 gegründeter, gemeinnütziger Verein mit Sitz in Bonn und einem weiteren Büro in Berlin.
Die Entwicklungs- und Umweltorganisation engagiert sich für globale Gerechtigkeit und den Erhalt von Lebensgrundlagen. Dabei konzentriert sich der Verein auf Politik und Wirtschaft der Länder des globalen Nordens und setzt sich für Gerechtigkeit für die Menschen des globalen Südens ein. Geschäftsführer Vorstand Politik von Germanwatch ist Christoph Bals.

## Arbeitsweise und Arbeitsfelder
Der Verein leistet eine am Gemeinwohl orientierte Lobby-, Kampagnen-, Öffentlichkeits- und Bildungsarbeit und gilt mit seinen Fachpublikationen als Denkfabrik. Im Zentrum stehen der Dialog mit Politik und Wirtschaft sowie die Information und Mobilisierung der Zivilgesellschaft. Grundlage der Arbeit bilden wissenschaftliche Analysen, der Informationsaustausch mit Entwicklungs- und Umweltorganisationen sowie Akteuren aus Politik und Wirtschaft. In diesem Rahmen bestehen unter anderem Kontakte zu Gewerkschaften, Verbraucherschutzorganisationen und Unternehmen. Germanwatch ist Mitglied in zahlreichen Verbänden, darunter im Deutschen Naturschutzring, im Verband Entwicklungspolitik und Humanitäre Hilfe deutscher Nichtregierungsorganisationen und in der Klima-Allianz Deutschland.
Die inhaltliche Tätigkeit bezieht sich auf die Bereiche internationale Klimapolitik, Deutsche und Europäische Klimapolitik, Welternährung, Landnutzung und Handel, Unternehmensverantwortung, Zukunftsfähige Finanzflüsse sowie Bildung für nachhaltige Entwicklung.

## Struktur
Der Verein hat rund 1.200 Mitglieder, von denen nicht alle stimmberechtigt sind. Er finanziert sich überwiegend aus Projektmitteln öffentlicher und privater Zuschussgeber sowie aus Mitgliedsbeiträgen, Spenden und Zuschüssen sowie Programmförderungen der Germanwatch-Stiftung sowie der Germanwatch nahen Stiftung Zukunftsfähigkeit.
Das ehrenamtlich tätige Präsidium besteht aus mindestens drei, maximal zwölf Personen. Es wird alle zwei Jahre von der Mitgliederversammlung gewählt. Das Präsidium beruft den Vorstand. Aufgabe des Präsidiums ist es, den Vorstand zu beraten, dessen Führung der Geschäfte zu überwachen und satzungsgemäß die strategischen Entscheidungen zu treffen, welche für den Verein von grundlegender oder wesentlicher Bedeutung sind. Der Vorstand trifft die für den Verein relevanten Entscheidungen, soweit diese nicht satzungsgemäß dem Präsidium vorbehalten sind oder vom Vorstand an andere Personen delegiert sind.
In den Büros arbeiten insgesamt rund 100 Beschäftigte. Hinzu kommen Praktikanten, Freiwillige und ehrenamtliche Unterstützer.

## Projekte und Kampagnen
Germanwatch führt eine Vielzahl an Projekten und Kampagnen durch, um den Klimawandel zu bekämpfen und eine nachhaltige Entwicklung zu fördern. Ein Beispiel ist die Klimaexpedition, bei der der Klimawandel mithilfe von Live-Satellitenbildern für Schulklassen veranschaulicht wird. Zudem unterstützt die Loss and Damage in Vulnerable Countries Initiative die Gruppe der am wenigsten entwickelten Länder dabei, die internationale Gemeinschaft zu mehr Handeln bezüglich klimawandelbedingter Schäden zu bewegen.
Im Rahmen des Adaptation Fund NGO Network arbeitet Germanwatch mit einem Bündnis von Nichtregierungsorganisationen und anderen Akteuren zusammen, um die Entwicklung des Fonds zur Bereitstellung finanzieller Mittel zu beobachten. Ein weiteres Projekt war das europäische makeITfair, das von 2010 bis 2014 zur Sensibilisierung und Mobilisierung für faire und grüne IT-Produkte durchgeführt wurde. Im Projekt Mensch Macht Milch wurde eine Fotoausstellung zur EU-Agrarpolitik und bäuerlicher Landwirtschaft in Nord und Süd gezeigt. Weitere Aktivitäten umfassen die Gestaltung des Wimmelbilds der Zukunft, ein sechs Quadratmeter großes Bild mit Ideen und Anregungen zu den Nachhaltigkeitszielen der UN.
Von September 2018 bis August 2019 arbeitete Germanwatch in mehreren internationalen Partnerschaften, um eine Transformation hin zu Nachhaltigkeit, Klimaschutz und Klimaresilienz zu fördern. Dazu gehörte die Zusammenarbeit mit Partnern aus der Zivilgesellschaft in Marokko und der Friedrich-Ebert-Stiftung, um die klimapolitische Zivilgesellschaft in der MENA-Region zu stärken. In Afrika unterstützte Germanwatch den Ausbau von erneuerbaren Energien durch Partnerschaften mit afrikanischen sowie internationalen zivilgesellschaftlichen Organisationen. Mit Transparency International wurde eine Multi-Akteurs-Partnerschaft zu Klimarisikoversicherungen in Kenia aufgebaut. In Indien arbeitete Germanwatch mit indischen Think Tanks und NGOs zusammen, um Investitionsrisiken im Solarsektor abzubauen. Zudem erfolgte eine Zusammenarbeit mit dem Climate Action Network South Asia (CAN-SA) und dem Centre for Environment Education (CEE), um nachhaltige Lebensstile in Indien zu fördern.

## Kritik
Im Januar 2021 kritisierte Axel Bojanowski in der Zeitung Die Welt den von Germanwatch erstellten „Klima-Risiko-Index“ sowie dessen unkritische Übernahme durch die Medien. Germanwatch reagierte hierauf mit einer ausführlichen Stellungnahme.

## Auszeichnungen
- WIRKT!-Siegel von Phineo (2023)[14]
- Bröckemännche-Preis des Bonner Medien-Clubs (2023)[15]
- Deutscher Lokaler Nachhaltigkeitspreis ZeitzeicheN / Kategorie: „BNE – außerhalb von Lehrplan und Klassenzimmer“ (2019)[16]
- Auszeichnung des Germanwatch-Hand Print beim WeltWeitWissen Kongress 2018 (2018)[17]
- Spinning Planet Award und Best Short Award für den Kurzfilm „Die Rechnung“ 2010[18]
- Public Eye Award / Positive Award für Engagement im Euzkadi-Fall (2006)[19]
- Sonderbriefmarke Klimaschutz: Grünes Album (2006)[20]
- Auszeichnung der Klimaexpedition als UN-Dekade-Projekt (2005)[21]
- Poldi Award für Germanwatch-Webseite[22]

## Publikationen
Der Verein veröffentlicht Publikationen als Herausgeber und ebenso in Kooperation mit anderen Organisationen und Verlagen, z. B.:
- Climate Risk Index (Klima Risiko Index) – untersucht, welche Länder besonders stark von Wetterextremen betroffen sind; erscheint jährlich
- Climate Change Performance Index (Klimaschutz-Index) – vergleicht und bewertet die Klimaschutzleistungen von 56 Staaten und der EU[24]; erscheint jährlich
- Germanwatch°Kompakt – E-Mail-Newsletter zu den Aktivitäten, Veröffentlichungen und Veranstaltungen von Germanwatch